# Creatină
Creatina este un compus organic cu formula (H2N)(HN)CN(CH3)CH2CO2H. Prezintă mai multe structuri, așa-numiții tautomeri în soluție. 
În organismul vertebratelor se găsește îndeosebi sub formă fosforilată și facilitează refacerea adenozin trifosfatului (ATP), în principal în țesuturile musculare și cerebrale. Refacerea se realizează prin transformarea adenozin difosfatului (ADP) înapoi în ATP prin donarea de grupări fosfat de la fosfocreatină. Creatina acționează ca un tampon.